# Constantino de Ardanaz y Undabarrena

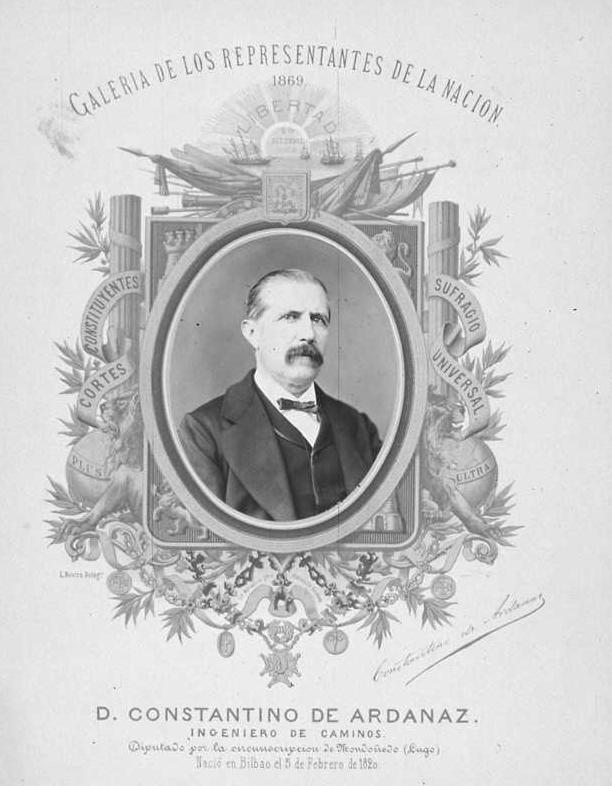
Constantino de Ardanaz

Constantino Ardanaz Undabarrena (Bilbao, 5 de febrero de 1820-Santander, 7 de julio de 1873) fue un ingeniero de caminos y político español. 

## Biografía
Ingeniero de caminos, inicia su labor profesional a los veintitrés años. Dos años después obtuvo destino en Barcelona trabajando en la rectificación del curso del río Llobregat. En 1857 pasa a dirigir el ferrocarril de Sevilla a Cádiz. Miembro de la Unión Liberal, en la legislatura de 1857 fue elegido diputado por el distrito de Ribadeo, circunscripción de Lugo, y reelegido sin apenas interrupción por este distrito o por el de Mondoñedo hasta la legislatura de 1872-1873. Tras la Gloriosa fue elegido vicepresidente de las Cortes constituyentes de 1869 y ocupó la cartera de Hacienda con Prim al frente del Gobierno entre el 13 de julio y el 1 de noviembre de 1869 en sustitución de Laureano Figuerola. Aunque montpensierista votó en blanco al someterse a votación la candidatura de Amadeo de Saboya.